# 井上敦
井上 敦（いのうえ あつし、1936年（昭和11年）6月14日 ‐ 2011年（平成23年）3月20日）は、日本の政治家。日本共産党所属の衆議院議員。

## 来歴
和歌山県生まれ。三重県南牟婁郡鵜殿村出身。1955年（昭和30年）和歌山県立新宮高等学校を卒業。同県新宮市議会議員、紀南地区労働組合協議会書記次長、和歌山県振動病をなくす会顧問、日本共産党紀南地区委員長、同党和歌山県常任委員などを務めた。
1979年（昭和54年）の第35回衆議院議員総選挙で旧和歌山県第2区から出馬し初当選。当選1回。議員在職中の1980年（昭和55年）4月25日、衆議院建設委員会にて浜田幸一元代議士の土地転がし問題を暴露した。同年の第36回総選挙で落選。以後、1990年まで3回連続で立候補したが当選できなかった。
2011年3月20日、三重県南牟婁郡御浜町の病院で死去。74歳。

## 国政選挙歴
- 第33回衆議院議員総選挙（和歌山県第2区、1972年12月、日本共産党公認）落選[3]
- 第34回衆議院議員総選挙（和歌山県第2区、1976年12月、日本共産党公認）落選[3]
- 第10回参議院議員通常選挙補欠選挙（和歌山県地方区、1978年2月、日本共産党公認）落選[7] ※前田佳都男の死去により実施[7]。
- 第35回衆議院議員総選挙（和歌山県第2区、1979年10月、日本共産党公認）当選[3]
- 第36回衆議院議員総選挙（和歌山県第2区、1980年6月、日本共産党公認）落選[5]
- 第37回衆議院議員総選挙（和歌山県第2区、1983年12月、日本共産党公認）落選[5]
- 第38回衆議院議員総選挙（和歌山県第2区、1986年7月、日本共産党公認）落選[5]
- 第39回衆議院議員総選挙（和歌山県第2区、1990年2月、日本共産党公認）落選[5]